# Moritz von Eigner

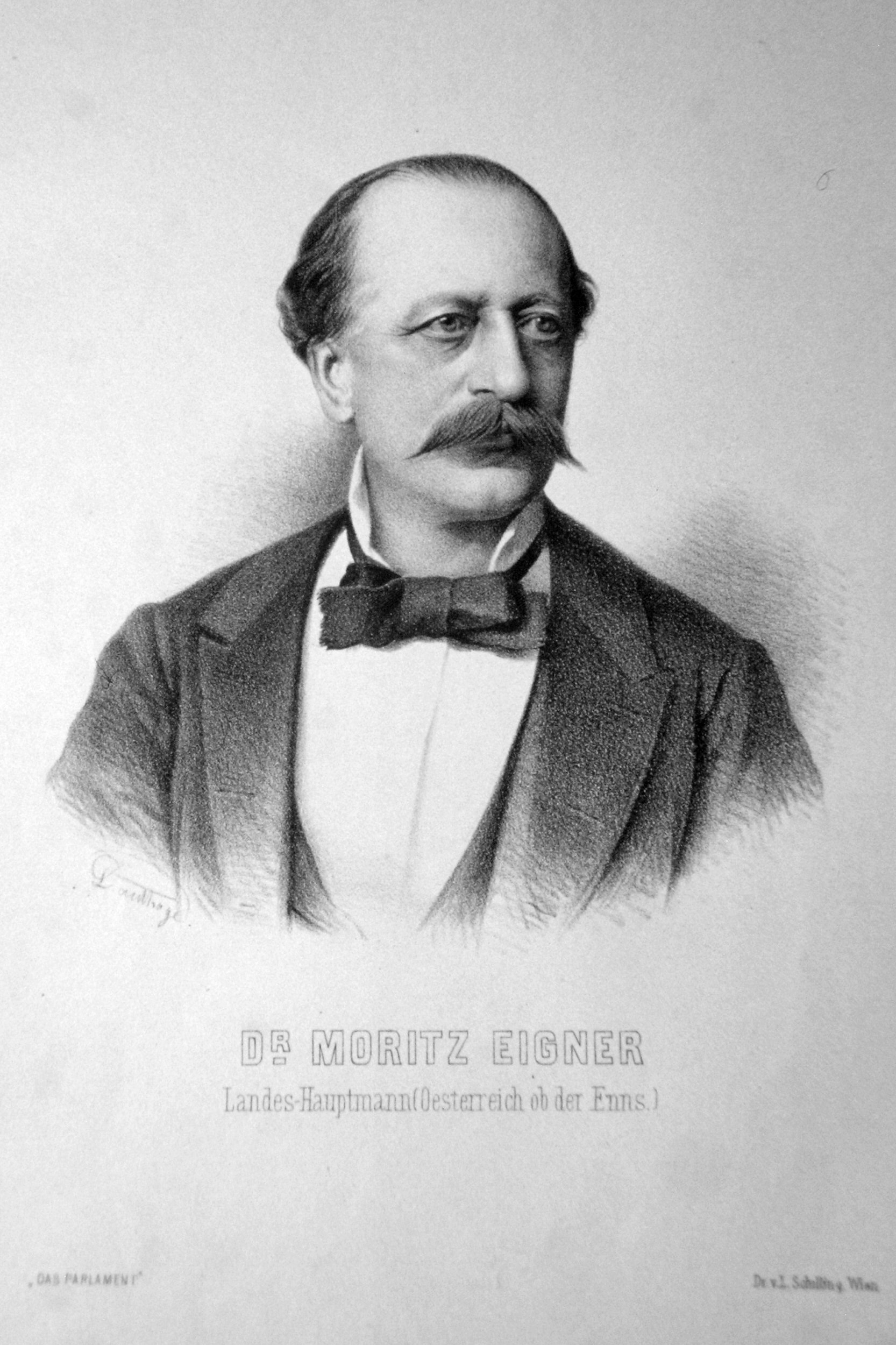
Moritz von Eigner, Lithographie von Adolf Dauthage, ca. 1880

Moritz Ritter von Eigner (* 7. November 1822 in Retz, Niederösterreich; † 25. März 1900 in Linz) war ein liberaler österreichischer Politiker.

## Biografie
Moritz Eigner besuchte ein Gymnasium in Wien und studierte dort auch Rechtswissenschaften. 1847 erfolgte an der Universität Wien seine Promotion zum Doktor der Rechtswissenschaften. Ab 1844 war er Rechtspraktikant beim Stadt- und Landrecht in Linz, im Staatsdienst brachte er es bis zum Staatsanwalts-Substitut. Ab 1854 war er Hof- und Gerichtsadvokat in Linz.
Ab 1861 war er liberales Mitglied im Gemeinderat von Linz, Landtagsabgeordneter (bis 1895) und Mitglied des Landesausschusses. Von 1868 bis 1883 war er mit kurzen Unterbrechungen Landeshauptmann von Oberösterreich. Ab 1892 war er Mitglied des Herrenhauses, das Oberhaus des österreichischen Reichsrates. Besonders förderte er die Landwirtschaft in Oberösterreich und das Museum Francisco-Carolinum.

## Ehrungen
- Ritter des Leopold-Ordens (1873), damit verbunden: Adelserhebung